# Polina Cekova
Polina Petrova Cekova, coniugata Boyer (in bulgaro Полина Петрова Цекова?; Pleven, 30 aprile 1968), è un'ex cestista bulgara naturalizzata francese, nota anche con il cognome francesizzato di Tzekova.
Alta 193 cm per 85 kg, giocava come ala grande-centro. A livello internazionale ha preso parte alle Olimpiadi, ai Mondiali, agli Europei, alla WNBA, alla Coppa Ronchetti e all'Eurolega.

## Carriera
Cresciuta nella Trogylos Priolo, in Serie A1 italiana, nel 1995 è passata al Tarbes Gespe Bigorre, con cui ha giocato un decennio, nel campionato francese.
È stata scelta al Draft WNBA 1998 dalle Houston Comets, come decima al primo giro. Ha disputato una sola stagione nel massimo campionato statunitense, per poi tornare in Francia. Dal 2005 al 2008 ha giocato con la squadra di Mourenx ed è tornata a Tarbes nel 2008-09.

## Palmarès
- Campionato WNBA: 1

Houston Comets:1999